# قمر فراخورشیدی
قمر فراخورشیدی یا قمر غیرخورشیدی (به انگلیسی: exomoon یا extrasolar moon)،
یک قمر طبیعی است که بر گرد یک سیارهٔ فراخورشیدی در بیرون از منظومهٔ خورشیدی یا ستاره‌های دیگر قرار دارد.
از مطالعهٔ تجربی ماه‌های طبیعی در منظومهٔ خورشیدی می‌توان نتیجه گرفت که احتمالاً آن‌ها عناصر متداولی در سامانه‌های سیاره‌ای هستند. بیشتر سیاره‌هایی که شناسایی شده‌اند سیاره‌هایی غول‌پیکر بوده‌اند. در منظومهٔ شمسی، سیاره‌های غول‌پیکر مجموعه‌های گسترده‌ای از ماه‌های طبیعی دارند (ماه‌های مشتری، ماه‌های زحل، قمرهای اورانوس و ماه‌های نپتون). بنابراین، منطقی است فرض شود که قمرهای فراخورشیدی به همان اندازه رایج هستند.
هرچند که با استفاده از تکنیک‌های کنونی دشوار است که قمرهای فراخورشیدی شناسایی و تأیید شوند، مشاهدات از مأموریت‌هایی مانند کپلر تعدادی از نامزدها را مشاهده کرده‌اند، از جمله برخی از آن‌ها که می‌توانند نامزد زیستگاه‌هایی برای زندگی فرانوین باشند.

## تعریف قمرها در اطراف کوتوله‌های قهوه‌ای
با آن که بر مبنای استفادهٔ سنتی در منظومهٔ خورشیدی، قمر طبیعی بر گرد سیاره می‌گردد، کشف قمرهای طبیعی منظومهٔ خورشیدی در اطراف کوتوله‌های قهوه‌ای، تمایز میان سیاره‌ها و قمرها را مختل می‌کند.